# Livre della Guadalupa
La livre è stata la valuta di Guadalupa fino al 1816. Era suddivisa in 20 sous, ciascuno pari a 12 deniers, con l'escalin pari a 15 sous.

## Storia
Inizialmente nella Guadalupa circolò la livre francese. Monete sovrastampate e tagliate si aggiunsero a questa nel periodo che va dalla fine del XVIII all'inizio del XIX secolo, in particolare tra il 1811 e il 1816, quando Guadalupa fu occupata dagli inglesi. Dopo che fu ristabilito il controllo francese, la livre fu sostituita dal franco della Guadalupa, che fu emesso fino al 1848, anno in cui fu a sua volta rimpiazzato dal franco francese.

## Monete
Nel 1793 le monete francesi da 12 deniers furono sovrastampate con le lettere "RF" e circolarono con il valore di 3 sous e 9 deniers (pari a ¼ di escalin). Nel 1802 furono realizzate monete da 1 e 4 escalin tagliando i dollari spagnoli in una parte ottagonale centrale per le monete da 4 escalin e in otto sezioni esterne per le monete da 1 escalin. Su entrambe venne stampato "RF" e sui pezzi da 4 escalin fu inoltre stampato "4E".
Nel 1811 furono emessi diversi tagli, e tutti portavano stampata la lettera "G" coronata. Le monete da 10 sous erano prodotte utilizzando le monete spagnole da ½ real e da ½ real coloniale, quelle inglesi da 3 pence e quelle francesi da 1⁄20 di écu. Le monete da 20 sous erano prodotte utilizzando le monete spagnole da 1 real, quelle francesi da 12 sous e quelle inglesi da 6 pence, nonché i tasselli centrali ricavati tagliando i dollari spagnoli. Le monete da 40 sous erano prodotte utilizzando le monete da ⅓ di écu, da 24 sous e da 1 scellino. Le monete da 9 livre erano ottenute dai dollari spagnoli a cui era stata rimossa la parte centrale (utilizzata per fare le monete da 20 sous). I pezzi brasiliani da 6400 réis furono sovrastampate con la lettera "G" coronata e con "82.10" per ottenere monete da 82 livre e 10 sous. Nel 1813 furono prodotte monete da 2 livre e 5 sous utilizzando i dollari spagnoli tagliati in quattro parti.